# Prelatura territorial de Chuquibambilla
La prelatura territorial de Chuquibambilla (en latín: Praelatura Territorialis Chuquibambillensis) es una circunscripción eclesiástica de la Iglesia católica en Perú. Se trata de una prelatura territorial latina, sufragánea de la arquidiócesis del Cuzco. Desde el 14 de febrero de 2024 es sede vacante, pero permanece como administrador apostólico el exprelado Edinson Edgardo Farfán Córdova, de la Orden de San Agustín.

## Territorio y organización
La prelatura territorial tiene 8700 km² y extiende su jurisdicción sobre los fieles católicos de rito latino residentes en 3 provincias del departamento de Apurímac: Antabamba, Cotobambas y Grau. Limita al norte con la arquidiócesis metropolitana del Cuzco, al noroeste con la diócesis de Abancay, al suroeste con la prelatura territorial de Caravelí, al este con la diócesis de Sicuani y al sur con la prelatura territorial de Chuquibamba.
La sede de la prelatura territorial se encuentra en la ciudad de Chuquibambilla, en donde se halla la Catedral de San Pedro.
En 2022 en la prelatura territorial existían 19 parroquias.

## Historia
Tiene sus antecedentes en el siglo XVI en la evangelización de Apurímac por parte de los misioneros agustinos españoles. En 1596 comenzó la misión agustiniana desde el Cuzco a Apurímac en lo que sería la prelatura. En 1570 se construyó el Real Convento de San Agustín de Cotabambas.
En 1649 el corregimiento de Cotabamba contaba con cinco doctrinas. Contrariamente ya en la República, en el año 1826 se perdió el convento por efecto de las políticas religiosas de Simón Bolívar, en consecuencia se quedaron sin servicio religioso. La situación se agravó hasta que en 1894 el Perú y la Santa Sede acordaron el regreso de muchas congregaciones religiosas; a pesar de eso, en la mitad del siglo solo recibieron visitas esporádicas de clérigos del Cuzco. A causa del abandono religioso, se introdujeron costumbres contrarias a la fe entre algunos fieles.
En 1958 el papa Pío XII erigió la diócesis de Abancay, logrando la independencia de la Iglesia del Cuzco. La crisis de sacerdotes hizo que el obispo Alcides Mendoza Castro gestionara para que se hiciera otra jurisdicción a cargo de los agustinos italianos. Es así que el prior general Agostino Trapé envió a los padres Renzo y Éttore para realizar el informe, y seguidamente llamar voluntarios a la evangelización de la zona.
Como resultado, la prelatura territorial fue erigida el 26 de abril de 1968 con la bula Qui idcirco del papa Pablo VI, obteniendo el territorio de la diócesis de Abancay. Quedó bajo el cuidado pastoral de los padres agustinianos italianos, siendo nombrado administrador apostólico al padre Renzo Michelli, que gobernará la prelatura desde 1968 hasta 1986, tomando posesión de la sede el 30 de septiembre de 1968.
En la década de los setenta y ochenta se erigieron parroquias, hospitales y escuelas por los agustinos. En el año 1970 se inició un seminario menor, pero fracasó por la falta de perseverancia en los aspirantes; aunque, los jóvenes serían enviados al seminario mayor de Abancay. Para 1976 el padre Renzo Miccheli fue elevado al orden episcopal. En 1986 inició el pontificado del prelado Domenico Berni, instalando su residencia en Tambobamba; posteriormente en 1989, se fundó el vicariato regional "San Agustín" de Apurímac como un apoyo a la Iglesia de Chuquibambilla.
El prelado Edinson Farfán Córdova, fue nombrado por el papa Francisco el 7 de agosto de 2020.

## Estadísticas
Según el Anuario Pontificio 2023 la prelatura territorial tenía a fines de 2022 un total de 115 200 fieles bautizados.
| Año                                                                             | Población            | Población | Población      | Sacerdotes | Sacerdotes    | Sacerdotes    | Bautizados por sacerdote | Diáconos permanentes | Religiosos | Religiosos | Parroquias |
| Año                                                                             | Bautizados católicos | Total     | % de católicos | Total      | Clero secular | Clero regular | Bautizados por sacerdote | Diáconos permanentes | Varones    | Mujeres    | Parroquias |
| ------------------------------------------------------------------------------- | -------------------- | --------- | -------------- | ---------- | ------------- | ------------- | ------------------------ | -------------------- | ---------- | ---------- | ---------- |
| 1967                                                                            | 150 000              | 165 000   | 90.9           | 11         | 1             | 10            | 13 636                   |                      | 10         |            | 16         |
| 1976                                                                            | 81 450               | 90 500    | 90.0           | 11         | 2             | 9             | 7404                     |                      | 13         | 25         | 17         |
| 1980                                                                            | 83 000               | 92 500    | 89.7           | 12         | 3             | 9             | 6916                     | 1                    | 14         | 28         | 18         |
| 1990                                                                            | 83 400               | 85 000    | 98.1           | 9          | 1             | 8             | 9266                     | 1                    | 12         | 35         | 24         |
| 1999                                                                            | 82 500               | 86 800    | 95.0           | 10         | 3             | 7             | 8250                     |                      | 8          | 28         | 25         |
| 2000                                                                            | 75 000               | 80 000    | 93.8           | 10         | 3             | 7             | 7500                     |                      | 9          | 30         | 26         |
| 2001                                                                            | 77 000               | 80 000    | 96.3           | 12         | 3             | 9             | 6416                     |                      | 11         | 30         | 26         |
| 2002                                                                            | 80 000               | 83 000    | 96.4           | 12         | 3             | 9             | 6666                     |                      | 9          | 31         | 25         |
| 2003                                                                            | 80 000               | 83 000    | 96.4           | 12         | 3             | 9             | 6666                     |                      | 9          | 32         | 25         |
| 2004                                                                            | 80 000               | 83 000    | 96.4           | 12         | 3             | 9             | 6666                     |                      | 9          | 32         | 25         |
| 2013                                                                            | 95 200               | 100 700   | 94.5           | 15         | 6             | 9             | 6346                     |                      | 12         | 28         | 30         |
| 2016                                                                            | 98 468               | 104 029   | 94.7           | 14         | 6             | 8             | 7033                     |                      | 12         | 28         | 30         |
| 2019                                                                            | 101 650              | 107 390   | 94.7           | 14         | 5             | 9             | 7260                     |                      | 9          | 22         | 28         |
| 2021                                                                            | 115 200              | 128 000   | 90.0           | 14         | 5             | 9             | 8228                     |                      | 9          | 20         | 19         |
| Fuente: Catholic-Hierarchy, que a su vez toma los datos del Anuario Pontificio. |                      |           |                |            |               |               |                          |                      |            |            |            |

## Episcopologio
- Lorenzo Miccheli Filippetti, O.S.A. † (12 de agosto de 1976-16 de julio de 1986 renunció)
  - Sede vacante (1986-1989)
- Domenico Berni Leonardi, O.S.A. (29 de marzo de 1989-24 de abril de 2018 retirado)
- Edinson Edgardo Farfán Córdova, O.S.A.[nota 1] (7 de diciembre de 2019-14 de febrero de 2024 nombrado obispo de Chiclayo)